# Hans Bachmann (officer)
 Der er flere personer med dette navn, se Hans Bachmann (godsejer).
Hans (von) Bachmann (18. oktober 1752 på Vellinggård ved Vejle – 22. november 1841 i Slesvig by) var en dansk officer.
Han var søn af overførster, jægermester Peder Bachmann og Kirstine Benedicte født Kruse (28. juli 1725 - 8. oktober 1755). Bachmann blev efter at have fået sin første militære uddannelse som kadet ved Livregiment Ryttere 1772 ansat som sekondløjtnant i samme regiment, ved hvilket han i 60 år forrettede aktiv officerstjeneste, og hvor han gennemløb alle graderne lige til generalmajor og chef – et særsyn selv i hine dage, hvor officererne var langt fastere knyttede til afdelingen end nu. 1777 blev han således premierløjtnant, 1786 ritmester og tre år efter eskadronschef, 1795 major, 1804 oberstløjtnant, 1809 oberst og året efter regimentschef, 1812 generalmajor. I den store hær, som Frederik VI i slutningen af 1813 samlede ved Lillebælt, kommanderede han rytterbrigaden i 1. Armédivision, i 1814 kommanderede han 2. Brigade af det til Rhinen marcherende Kardorffs korps og i 1815 1. Brigade i Auxiliærkorpset under Frederik af Hessen, der drog ind i Frankrig. Han vedblev at være chef for sit rytterregiment, der i 1816 fik navn af Livregiment Kyrasserer, indtil 1830, da han stilledes à la suite, og der overdroges ham kommandantposten i Slesvig og Gottorp, som han beklædte til sin død. 1832 udnævntes han til generalløjtnant. Han blev Ridder af Dannebrogordenen 1815, Dannebrogsmand 1817, Kommandør 1823, og 1826 udnævntes Bachmann til Storkorsridder.
Bachmann var en sjælden duelig, nidkær og erfaren officer, der i alle stillinger viste sig sin post
voksen. Kongen hædrede ham ved flere lejligheder og lod ham 16. juni 1823 til løn for hans fortjenester optage i den danske adelsstand, i hvilken hans adoptivsøn, sekondløjtnant Johan Nicolai Fürsen, der året efter ægtede datteren Juliane, ligeledes indlemmedes under navn af Fürsen-Bachmann. Han døde i Slesvig 22. november 1841, og hans enke døde 20. juli 1845.
Bachmann var blevet gift 12. september 1788 i Slesvig med Margaretha Catharina Carolina Harrsen, født Fürsen (gift 1. gang 1774 med over- og landsretsadvokat Jonas Harrsen, 1742-1787), døbt 22. september 1756 i Slesvig - 20. juli 1845 sammesteds), datter af dr. med. Joachim Fürsen (1717-1778) og Magdalena Benedicta Friderica Dreyer (1733-1821).
Han er begravet i Slesvig by.
Der findes et portrætmaleri af ham i privateje i Kiel. Litografi fra 1830 af C. Grimm.